# Jimmy Heung
Jimmy Heung, de son vrai nom Heung Wah-sing (向華勝, août 1950 - 20 novembre 2014), est un producteur et réalisateur hongkongais, frère cadet du producteur Charles Heung.
Jimmy, douzième enfant d'une fratrie de treize, et Charles sont souvent considérés comme deux des producteurs de cinéma de Hong Kong ayant connu le plus grand succès mais également les plus controversés en raison de leurs liens familiaux avec les triades. Leur père, Heung Chin, est en effet le fondateur de la Sun Yee On.
Les deux s'associent au sein du studio Win's Entertainment. Cependant, le partenariat prend fin en 1992, Charles estimant que le style de négociation de Jimmy ressemble trop à celui d'un membre de la triade. À la suite de la scission des deux frères, Win's Entertainment devient plus tard une filiale de la société de production de Charles, la China Star Entertainment Group. Tandis que Charles considère Jimmy comme un « bon membre des triades », il est largement admis que ce-dernier a évolué en son sein et en aurait même pris la tête un moment donné.

## Carrière
Heung est le producteur de films hongkongais importants tels que la trilogie des Fight Back to School et la série des Dieux du jeu, et a mis en avant de grandes vedettes telles que Stephen Chow, Andy Lau, Chow Yun-fat, Rosamund Kwan, ou Ng Man Tat. Il co-réalise son premier film, Casino Raiders, en 1989 avec Wong Jing, tandis que son frère Charles joue dedans. Sa suite, Casino Raiders 2, est produite par Jimmy et réalisée par Johnnie To.